# Kriek (bier)

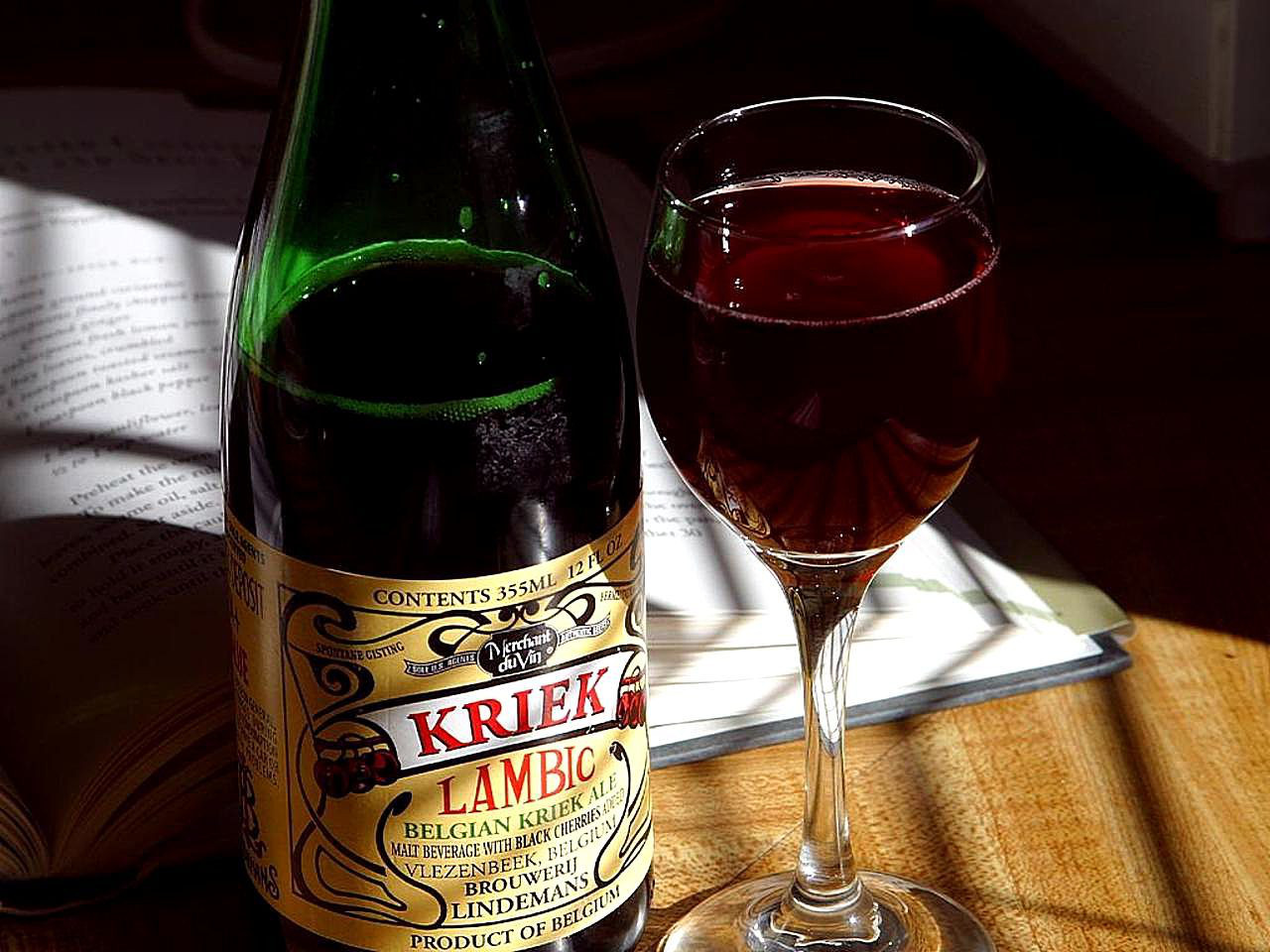
Een kriekenlambiek uit Vlezenbeek

Kriek is een Belgische biersoort van spontane gisting met zure kersen (in Vlaanderen "krieken" genoemd).

## Kriekenlambiek

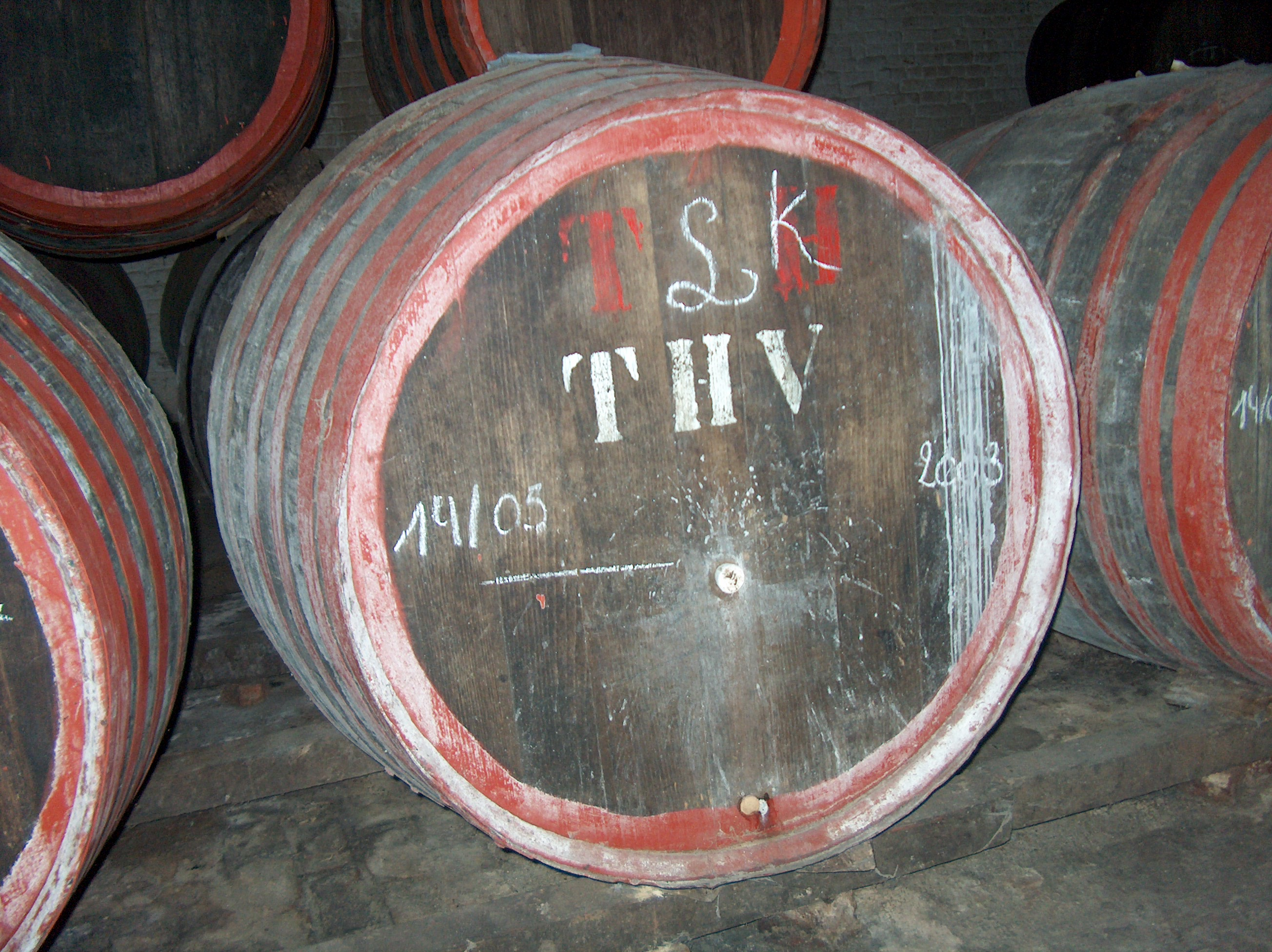
Een vat kriek van geuzestekerij Hanssens.

Kriekenlambiek is gerijpte, nog niet volledig uitgegiste, lambiek waar men gekneusde volledige zure kersen aan heeft toegevoegd. Gemiddeld voegt men 200 gram krieken per liter lambiek toe.
De suikers in de vruchten geven nieuw voedsel aan de wilde gistcellen in het lambiekbier, dat opnieuw zal beginnen met gisten. Het vruchtvlees zal verteren. De pitten van de krieken geven een houtig karakter aan het bier.
Vanaf het einde van de negentiende eeuw is het geattesteerd dat landbouwers uit de omgeving van Brussel zure kersen uit de eigen boomgaard toevoegen aan lambiekbier van de plaatselijke brouwerij. De Brusselse burgerij leerde dit zurige bier kennen op uitstapjes met de tram naar Schepdaal of Jezus-Eik. De geuzestekers uit Brussel zagen het commerciële potentieel van dit biertype en begonnen vervolgens ook kriekenlambiek te produceren.
Platte kriekenlambiek wordt beschouwd als een niet-afgewerkt product en wordt daarom slechts in beperkte mate commercieel aangeboden. Het is nog steeds mogelijk zijn eigen kriekenlambiek te maken.

## Oude kriek
Na enkele maanden rijping zal de geuzesteker de pitten en de pulp uit het bier verwijderen, en van de platte kriekenlambiek een geuze-variant maken, door gerijpte kriekenlambiek te bottelen met een scheut jonge lambiek. Hierdoor zal de gisting op de fles opnieuw op gang komen. Door het vrijkomende koolzuurgas moet de fles bestand zijn tegen hoge druk van binnenuit. Traditioneel worden daarom champagneflessen van 75 of 37,5 cl gebruikt.
Sinds 1997 is deze traditionele bereidingswijze bekend als "Oude kriek", en onder deze benaming door een verordening van de Europese Commissie geregistreerd als een beschermde, gegarandeerde traditionele specialiteit. Voordien was het door het Vlaams Centrum voor Agro- en Visserijmarketing (de VLAM) reeds erkend als streekproduct.
Oude kriek wordt thans met deze vermelding op de markt gebracht door de brouwerijen Boon (Oude kriek Boon, Kriek mariage parfait), Lindemans (Kriek Cuvée René), Timmermans, Mort Subite, en de stekerijen 3 Fonteinen, Oud Beersel, Hanssens en De Cam. De kriekbieren van Girardin en Cantillon vermelden het begrip "oude kriek" niet, maar worden er ook toe gerekend.

## Commerciële kriek

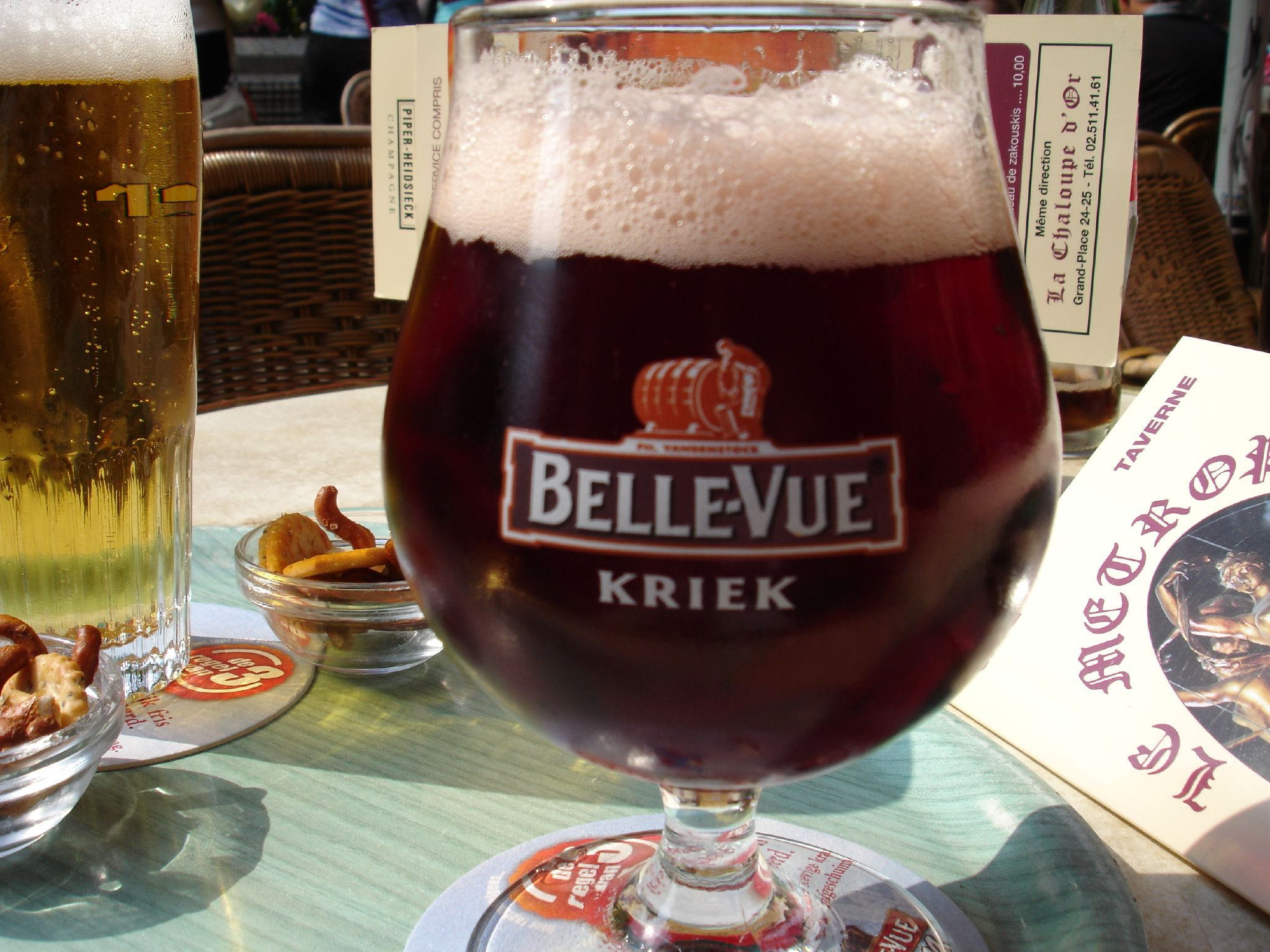
Een glas commerciële, gezoete kriek.

Sinds de Tweede Wereldoorlog is kriekbier in toenemende mate populair geworden, onder een meer commerciële, goedkoper te produceren, vorm. Dit bier is gepasteuriseerd, aangezoet en dikwijls ook bijgekleurd. Het wordt afgevuld in kleinere flesjes met kroonkurk van 25 cl die ook voor andere biersoorten worden gebruikt.
Sinds de late jaren 70 is de industriële productie hiervan nog gemoderniseerd door het bier in plaats van de traditionele eikenhouten vaten in inox tanks te laten rijpen, waaraan houtkrullen worden toegevoegd. Daarnaast wordt er ook gebruikgemaakt van kriekensap in plaats van de volledige vruchten.
De commerciëlere varianten worden eenvoudig aangeduid als "kriek". Ook deze benaming is beschermd door Europa als gegarandeerde traditionele specialiteit, sinds 1998.
De commerciële varianten worden op de markt gebracht door de brouwerijen Lindemans, Belle-Vue (deel van AB Inbev), Mort Subite, Boon, De Troch (Chapeau Kriek) en Timmermans. In Zuid-West-Vlaanderen maken ook Van Honsebrouck (St-Louis Kriek Lambic) en Vander Ghinste (Kriek Jacobins) een commerciële kriek op basis van spontaan gegiste lambiek.
Sinds het begin van de eenentwintigste eeuw zijn door verschillende producenten, om tegemoet te komen aan de verzoetende smaak van het publiek, zoetere en lichtere versies met een trendy naam op de markt gebracht: Saint Louis Kriek Premium, Jacobins Kriek Max, Belle Vue Kriek Extra, Mort Subite Kriek Xtreme.

## Gebruikte vruchten

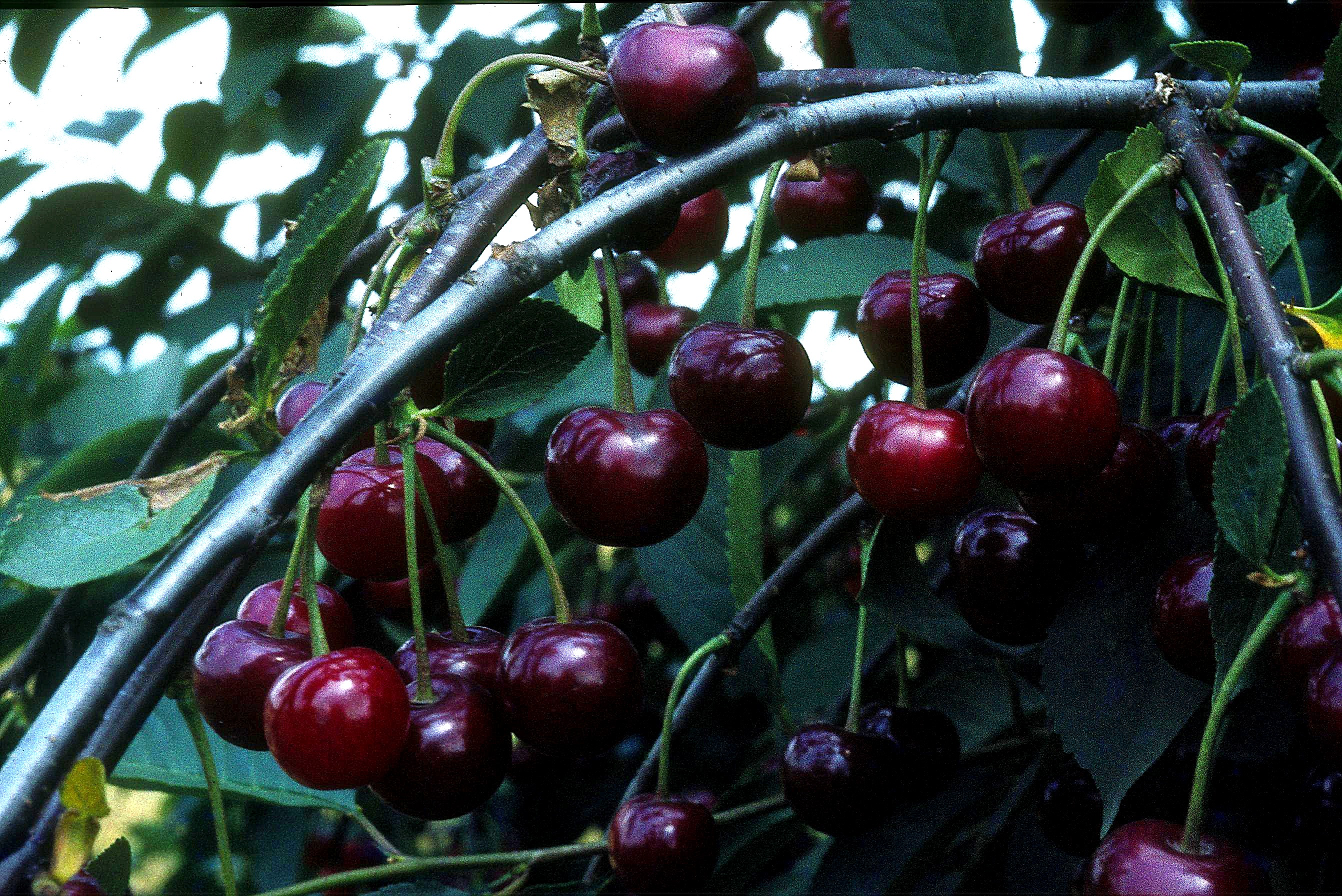
Krieken, vroeger uit Schaarbeek.

De oorspronkelijk gebruikte variant van de zure kers was de Schaarbeekse kriek. Schaarbeek was in de negentiende eeuw nog een landelijk dorp in de schaduw van Brussel. De Schaarbeekse krieken werden in de omgeving van Brussel en in het Pajottenland tijdens de negentiende eeuw veel aangeplant. De vruchten worden als ideaal beschouwd voor het gebruik in kriekenlambiek: ze hebben een diepe donkerrode kleur, het vlees is zacht, en de smaak is relatief zoet. Andere lokaal geteelde rassen, zoals de noordkriek, zijn minder geschikt door de lichtere, het vastere vlees en de zuurdere smaak.
Door de verbreidende verstedelijking zijn echtere vele kriekengaarden in de omgeving van Brussel gerooid, soms zelfs met Europese subsidiëring. De kriekengaarden met Schaarbeekse krieken zijn zeldzaam geworden. Bijkomend nadeel is dat de oogst van de dikwijls hoogstammige bomen vrij intensief en gevaarlijk is. Schaarbeekse krieken worden nog gebruikt in exclusievere bottelingen zoals de Schaarbeekse Oude Kriek 3 Fonteinen.
Bij stijgende vraag naar kriekbier en dalend aanbod van het fruit in de omgeving, moesten de producenten noodgedwongen op zoek gaan naar alternatieven buiten de streek. Een goed alternatief is het gebruik van Gorsemse krieken, een variant van het Duitse ras Fanal die vanaf de jaren zestig in het tuinbouwcentrum van Gorsem werd ontwikkeld, en aangeplant in de streek rond Sint-Truiden. Deze worden gecombineerd met het ras Kelleriis 16, ontwikkeld in Denemarken.
Verschillende producenten voeren diepgevroren krieken in uit Tsjechië, Polen of Denemarken. Dit heeft als voordeel dat er geen toevloed van te verwerken vruchten is op het ogenblik van de fruitoogst.

## Vergelijkbare bieren
Cnudde en Liefmans hebben varianten van hun Vlaams oud bruin bier met toevoeging van krieken. In West-Vlaanderen maken enkele brouwerijen een kriekvariant op basis van hun traditionele Vlaams rood bruine bieren.
De laatste jaren is er een toename waar te nemen van commerciële bieren die worden gemaakt door sappen toe te voegen aan een licht basisbier, meestal witbier, maar soms ook laaggegist bier. Recent zijn brouwers ook kriekensap beginnen toe te voegen aan zware hooggegiste bieren.